# Klaus Schedl
Klaus Schedl (* 4. Januar 1966 in Stuttgart) ist ein deutscher Komponist.

## Leben
Klaus Schedl studierte von 1991 bis 1996 Komposition bei Hans-Jürgen von Bose an der Universität Mozarteum Salzburg und an der Staatlichen Hochschule für Musik und Theater in München. Er gründete 1993 das Münchener Ensemble für Neue Musik piano possibile. Ab 1998 war er in Portugal Dozent für Analyse u. a. am Konservatorium Coimbra. 1999 ließ er sich in London nieder, 2001 führte ihn ein Stipendium des Freistaats Bayern an die Cité Internationale des Arts in Paris, wo er am IRCAM Kurse für Musikelektronik belegte. Aktuell lebt er in München.
1996 und 2003 erhielt er das Musikstipendium und 2005 das Projektstipendium für Neue Medien der Landeshauptstadt München für City Scan: München das 2006 im Rahmen der Münchener Biennale für Musiktheater uraufgeführt wurde. 2010 erregte er mit seinem Musiktheater „Tilt“ als Teil des Amazonas-Projekts der Münchener Biennale in München, São Paulo und Rotterdam internationale Aufmerksamkeit. Im Frühjahr 2011 wurde erstmals der komplette Zyklus Les Fleurs du Mal nach Charles Baudelaire aufgeführt, an dem er seit 2008 arbeitete.

## Mitgliedschaft
Klaus Schedl ist Mitglied des A•DEvantgarde e.V., der das gleichnamige Festival für Neue Musik durchführt.

## Werk
Im Mittelpunkt seines Schaffens steht die Auseinandersetzung mit vegetativen und selbstreferentiellen Prozessen der Musikelektronik.

### Bühnenmusik
- Tod der Hasen (2000)
- suchmaschinen im lichtleeren meer für fünf Taxis, sieben Sängerinnen und einen Maschinisten (2002)
- F.E.E. (2005)
- City Scan: München (2006)
- Regen aus der Erde – Elektro-Oper im Wald (2008)
- Tilt - Oper (2010)

### Kammermusik
- Eva in der Hühnerfabrik für Fl.,Klav.,Piano (1993)
- Balance für Cello (1995)
- Running man für Ensemble (1997/98)
- Crack (1998)
- Struktur-Wellensittich (2004)
- Studie 6 für Cello (2004)
- Studie 5 für Ensemble (2005)
- Studie 7 für Ensemble (2007)
- Von Anfang an ... für großen Chor, Vc. und Klar.(2007)
- Selbsthenker II – durch die Wand ins Gehirn (2012)

### Vokalmusik
- Landnahme für Ensemble und Mezzosopran (1995)
- Abyss für Ensemble (2006)
- Fleur1: Selbsthenker (2008)
- Sépulture(2008)
- Les Fleur du Mal- ein Liederzyklus(2011)

### Elektronische Musik
- Quaresma – eine akustische Vermessung einer Kirche (2004)
- Studie 5 (2005)
- City Scan: München (2006)
- Rebound (2007)

### Klaviermusik
- 6 Stücke für Klavier (1997)
- Running man für Klavier (1997/98)

### Orchestermusik
- Blutrausch (2016)

## Auszeichnungen
- 2009 Förderpreis Musik der Landeshauptstadt München